# Бусо V фон дер Асебург
Бусо V фон дер Асебург (на немски: Busso V von der Asseburg; * 5 март 1586, Найндорф; † 20 ноември 1646, Найндорф) е благородник от род „фон дер Асебург“, господар на Фалкенщайн в Харц, Найндорф, Гунслебен и Пезекендорф в Саксония-Анхалт.

## Биография
Той е син на Августус/Август фон дер Асебург, цу Фалкенщйайн и Найндорф (1545 – 1604), брауншвайгски съветник, домхер в Магдебург, и втората му съпруга Елизабет фон Алвенслебен (1552 – 1609) от „Черната линия“, дъщеря на Лудолф X фон Алвенслебен (1511 – 1596) и Берта фон Бартенслебен (1514 – 1587). Внук е на Йохан фон дер Асебург († 1567) и Клара фон Крам († 1579).
Сестра му Берта фон дер Асебург (1581 – 1642) се омъжва 1607 г. в Шьонхаузен за Валентин фон Бисмарк (1580 – 1620). Сестра му Клара († сл. 1616) се омъжва за Виктор фон Бюлов (1570 – 1616).
Бусо V фон дер Асебург умира на 60 години на 20 ноември 1646 г. в Найндорф и е погребан там.

## Фамилия
Първи брак: на 20 май 1610 г. в Бранденбург с Годела (Гьодел) фон дер Шуленбург (* 1589; † 14 февруари 1614, Найндорф), внучка на Левин I фон дер Шуленбург († 1569), дъщеря на Бернхард XIII фон дер Шуленбург (1557 – 1601) и Анна фон Хан (1562 – 1589). Те имат две дъщери:
- Елизабет фон дер Асебург (* 5 май 1611, Найндорф; † 27 февруари 1642, Хамелн), омъжена за Левин фон Хаке
- Анна фон дер Асебург (* 16 май 1612; † 15 май 1637, Охзен), омъжена за Адолф Лудвиг фон Мюнххаузен (1591 – 1657)

Втори брак: на 9 юни 1616 г. в Пезекендорф с първата си братовчедка Магдалена фон дер Асебург (* 17 февруари 1587, Пезекендорф; † 18 декември 1639, Рамелбург), внучка на Йохан фон дер Асебург († 1567), дъщеря на чичо му, бранденбургския съветник Йохан (Ханс) Ернст фон дер Асебург (1550 – 1612) и Елизабет (Илза) фон Квитцов (1562 – 1625). Те имат 11 деца:
- Августус фон дер Асебург (* 6 април 1617, Пезекендорф; † 10 септември 1658, Майздорф), женен за Барбара Маргарета фон Гризхайм (* 19 септември 1627; † 1698, Халберщат)
- Илза София фон дер Асебург (* 1618, Пезекендорф; † 6 януари 1650), омъжена за Екарт Адам фон Щамер († 1673)
- Ернст Лудолф фон дер Асебург (* 1620, Пезекендорф; † 7 ноември 1651, Пезекендорф), женен за Илзаба фон Велтхайм (* 14 април 1617, Харбке; † 10 декември 16??)
- Йохан Дитрих фон дер Асебург (* 1621, Пезекендорф; † пр. 15 март 1622)
- Лудвиг фон дер Асебург (* 14 ноември 1622, Пезекендорф; † 17 септември 1673, Найндорф), женен 17 юни 1651 г. в Рамелбург за Анна Маргарета фон Арнщет (* 24 септември 1625, Халберщат; † 29 декември 1680, Найндорф)
- Йохан Бернхард фон дер Асебург, цу Фалкенщайн и Майздорф († 15 януари 1682, замък Фалкенщайн), женен за Мария Катарина фон Щамер (* 23 януари 1645; † 13 май 1671, Фалкенщайн)
- Бусо фон дер Асебург († 14 ноември 1659, Биберг)
- Доротея фон дер Асебург (* 1 декември 1624, Найндорф; † 13 ноември 1674, Хауз Беезен), омъжена за Фолрат Лудолф фон Крозигк († 28 януари 1671)
- Года Магдалена фон дер Асебург (* 19 ноември 1625, Байернаумбург; † 16 март 1663), омъжена за Йосиас фон Велтхайм
- Клара фон дер Асебург († 1675), омъжена за Михаел Херман фон Хаген († 23 юни 1666)
- Берта фон дер Асебург († сл. 1660), омъжена за Виктор фон Бюлов († сл. 1664)